# Soweto

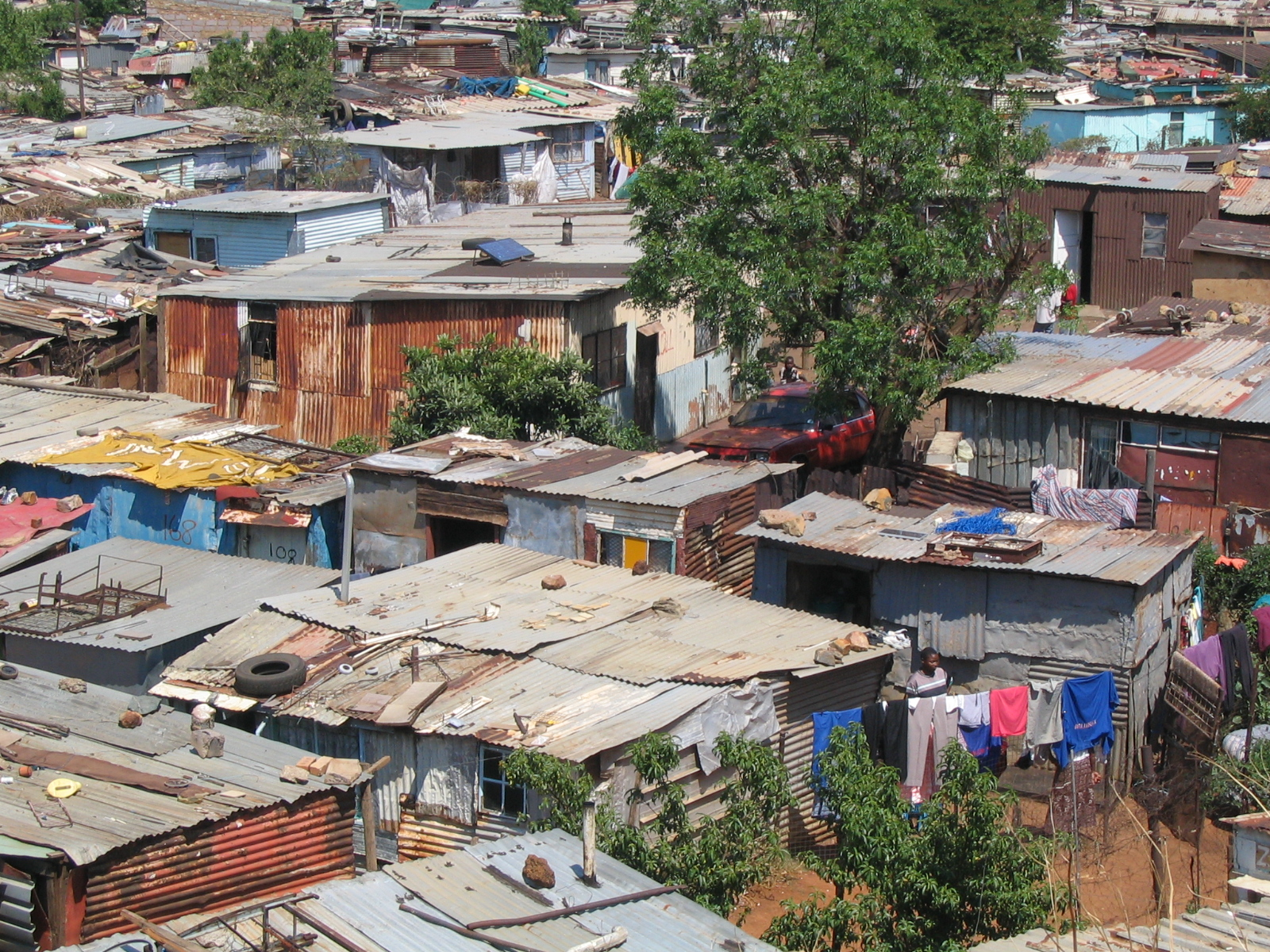
Barris de barraques del Township de Soweto

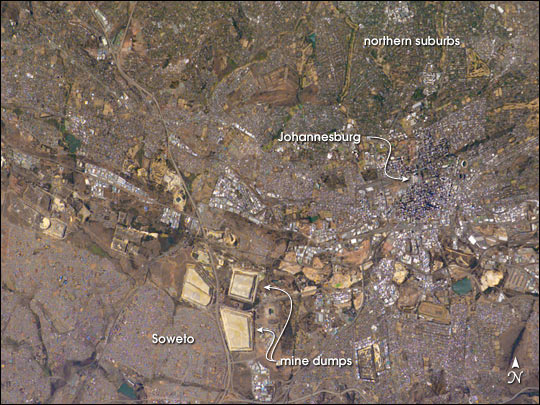
Situació espacial de Soweto als afores de Johannesburg

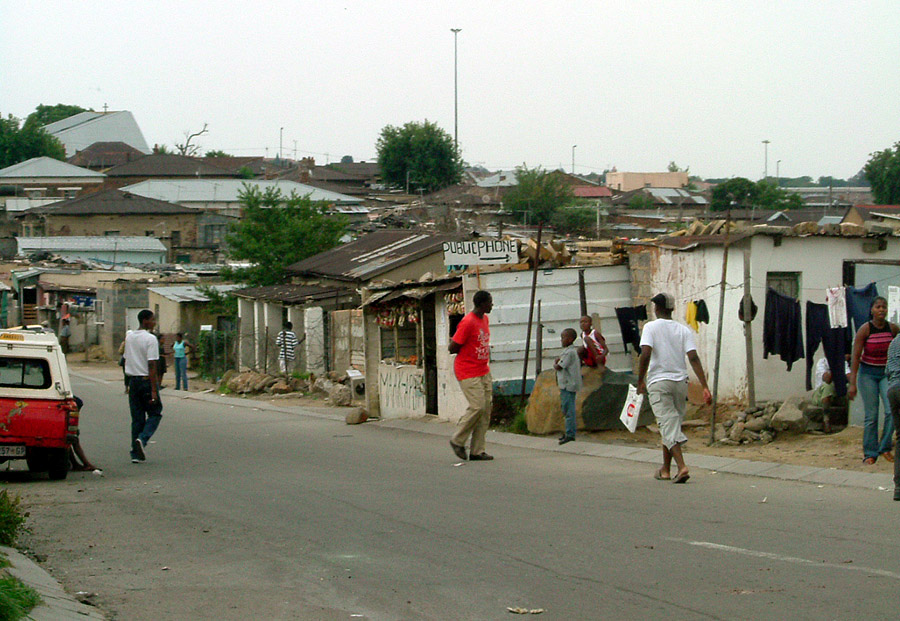
Carrer de Soweto

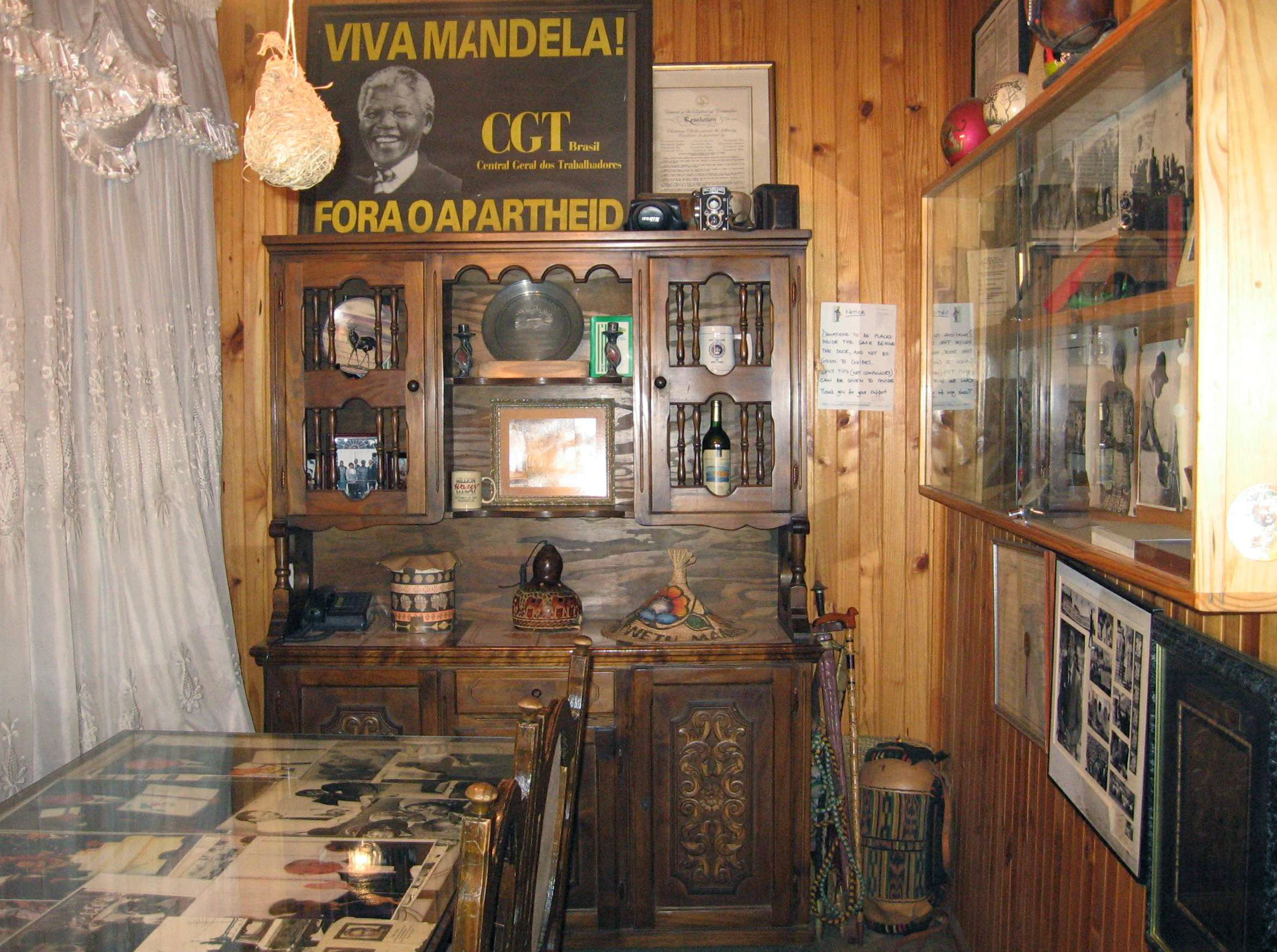
Museu Mandela a Soweto

Soweto (South Western Township) és un barri perifèric negre (anomenats township) a Sud-àfrica, situat a 15 km al sud-oest de Johannesburg, a la província del Gauteng (Transvaal). Forma part de la municipalitat de Johannesburg (barri 6 i 10).
Soweto comprèn diversos barris, alguns rics, altres de molt pobres i barris de barraques. Soweto continua sent una de les regions més pobres de Sud-àfrica.

## Història
Creat als anys 1950, va estar a punt de portar el nom de Verwoerdville en homenatge a Hendrik Verwoerd, llavors ministre dels assumptes indígenes i un dels principals dissenyadors de l'apartheid.
Originalment una barriada dels afores de població negra constituïda per petites cases alineades, Soweto va conèixer un creixement demogràfic fulgurant, marcat per la construcció de barris de barraques i la insuficiència dels serveis públics, incapaços d'adaptar-se a la demanda d'electricitat i d'aigua potable.
El 1951, en aplicació de les noves lleis d'apartheid, Soweto va ser concebut per rebre residents negres exclusivament negres. Amb aquesta fi, barris sencers, poblats de negres o racialment mixtos, bastant propers a les ciutats, van ser classificats com zones blanques (o zones per a gent de color, mestissa o índia). En conseqüència, els habitants negres van ser expulsats d'aquests barris requalificats com a Sophiatown i enviats a més de 15 km cal al sud-oest de Johannesburg sobre terrenys recomprats a grangers pel govern i que eren coneguts sota els seus noms de Doornkop, Klipriviersoog, Diepkloof, Klipspruit i Vogelstruisfontein. Aquests terrenys passaren a formar l'eix vertebrador de Soweto.
El 1976 el govern va fer obligatori l'ensenyament en llengua afrikaans el que va desencadenar massives protestes d'estudiants que van fer entrar el township en l'actualitat internacional quan les imatges dels escolars tirotejats per la policia van fer la volta al món.
Durant els anys 1980, el township és el símbol de la resistència negra a l'apartheid.
El 1988, va tenir lloc la conferència de Soweto.

## Descripció
Segons l'últim padró de 2001, la població de Soweto està tocant els 897.000 habitants, el que va ser una sorpresa, ja que les estimacions de població a la dècada del 1980 i 1990 eren de 4 milions d'habitants.
El barri de Soweto comprèn els antics townships de: 
- Chiawelo (1956)
- Dhlamini (1956)
- Diepmeadow
  - Diepkloof (1957)
  - Meadowlands (1958)
  - Meadowlands Oest
- Dobsonville
- Doornkop
- Dube (1948)
- Emdeni (1958)
- Jabavu (1948)
- Jabulani (1956)
- Klipspruit (1904)
- Kliptown
- Mapetla (1956)
- Mmesi Park
- Mofolo (1954)
- Molapo (1956)
- Moletsane (1956)
- Moroka (1946)
- Naledi (1956)
- Noordgesig
- Orlando (1932)
- Phiri (1956)
- Pimville (1934)
- Power Park
- Protea Glen
- Protea Nord
- Protea Sud
- Senaoane (1958)
- Tladi (1956)
- Zola (1956)
- Zondi (1956)

## Equipaments
El 1972 s'hi va inaugurar el Cementiri d'Avalon, on hi ha enterrats, entre d'altres, alguns dels líders del moviment anti-apartheid com Joe Slovo o Helen Joseph.